# Tujerodna vrsta
Tujerodna vrsta (s tujko alohtona) je vrsta organizma, ki je bila priseljena od drugod s pomočjo človeka (npr. želva rdečevratka, zlata ribica...).
Ti organizmi na novem območju najdejo ugodne pogoje za preživetje in razmnoževanje. Vnos tujerodnih rastlin in živali se povečuje s transportom, trgovino in turizmom tako omogočajo lažje premike kajti po naravni poti to ne bi bilo mogoče zaradi biogeografskih ovir.